# Yang Young-ja
Yang Young-ja (Iksan, 6 luglio 1964) è un'ex tennistavolista sudcoreana.

## Carriera
Vinse la medaglia d'oro nel doppio alle Olimpiadi di Seul 1988, dove fece coppia con la connazionale Hyun Jung-hwa.